# 飯田圭織
飯田 圭織（いいだ かおり、1981年（昭和56年）8月8日 - ）は、日本の歌手、タレント。モーニング娘。の元メンバーで、2代目リーダーを務めた。ハロー!プロジェクトの2代目リーダーでもあった。愛称はかおりん、かおたん、ジョンソン。
北海道室蘭市生まれ、札幌市手稲区育ち。血液型A型。身長167cm。アップフロントクリエイト所属。夫は元7HOUSEのケンジ。

## 略歴
1981年
- 8月8日、モーニング娘。の同期メンバー安倍なつみと2日違い（飯田の方が早い）で北海道室蘭市の同じ産院で生まれた。同じ新生児室にいたという。

1997年
- テレビ東京系『ASAYAN』内の「シャ乱Q女性ロックボーカリストオーディション」（優勝は平家みちよ）の最終候補に選ばれるが落選。デビュー前には地元札幌で乾電池のパッケージのモデルを務めたことがある（この頃、『笑っていいとも』にも出演している）。また、その前年に行われた『ASAYAN』の小室ギャルソンオーディションの最終候補まで残った。なお、このオーディションの自己アピールで「小室さんの彼女にして下さい」と発言している。
- 同じく最終候補に選ばれた中澤裕子、石黒彩、安倍なつみ、福田明日香と共に、課題曲『愛の種』を5日間で5万枚完売すればメジャーデビューできるという条件のもと、「モーニング娘。」を結成。11月30日、課題曲を完売（於:ナゴヤ球場）。なお、途中、地元・札幌での手売りの際、コンタクトレンズで目に傷が入り、途中で目が見えなくなるというハプニングがあった。

1998年
- 1月28日、シングル「モーニングコーヒー」でモーニング娘。としてメジャーデビューを果たす。当初の選考ではメインボーカルだったが、学校の試験でレコーディング2日目に参加できず、最終的にハモリを務めた（代わってメインになったのは安倍なつみ）。結成当時のモーニング娘。のリーダーに立候補するが、スタッフの判断により最年長の中澤になる。
- 10月、石黒彩、矢口真里と共に、グループ内ユニット、タンポポを結成。
- 12月31日、モーニング娘。として第40回日本レコード大賞最優秀新人賞を獲得、『第49回NHK紅白歌合戦』に初出場。

2000年
- 4月、 4期メンバー辻希美の「教育係」になる。

2001年
- 1月、今まで黒髪ロングヘアーだったが、茶色に染髪した。
- 4月15日、中澤裕子のモーニング娘。卒業に伴い第2代モーニング娘。リーダーに就任。

2002年
- 画文集『心のスケッチブック』を出版。また、『ライオンのマルジャン』（鎌田慧・作）で挿絵を担当。
- 初のソロ写真集『飯田圭織写真集 かおりKaori圭織。』を発売。
- 9月、「タンポポ」から卒業。
- 飯田の絵画展『モーニング娘。〜アート&カラー〜2002』が行われる。

2003年
- 「富久娘」、「資生堂水分ヘアーパックシャンプー」のCMに登場する。特に後者はマラソンランナーの役で自らのトレードマークであるロングヘアーを活かしてPRに努めた。
- zetimaの「地中海レーベル」より、ソロアルバム『オザヴリオ』『パラディノメ』を発表。原語で往年の曲をカバーする。
- 開局50周年を迎えた日本テレビの新ロゴ“日テレ”をデザイン、グラフィックデザイナーの仲間入りを果たす（なんだろうとセットなので、一応は宮崎駿とのコラボレーション作品）。
- 飯田の絵画展『モーニング娘。〜アート&カラー〜2003』が行われる。

2004年
- 5月23日、 石川梨華と共にモーニング娘。からの卒業を発表。
- ソロデビューシングル「エーゲ海に抱かれて」を発表。それに合わせて、握手会を実施。その後、2枚目のソロシングル「ドアの向こうでBellが鳴ってた」、3rdアルバム『アヴニール〜未来〜』を発表。

2005年
- 1月30日、『Hello! Project 2005 Winter オールスターズ大乱舞 〜A HAPPY NEW POWER! 飯田圭織 卒業スペシャル〜』の横浜アリーナでのライブを最後にモーニング娘。を卒業。これで、モーニング娘。の第1期メンバーは全て卒業となった。そして現役時代続けていたロングヘアーを切り落とし、ショートカットに。
- 3月、ファーストソロライブ『アヴニール〜未来〜』
- 4月、「ハイド・アンド・シーク/暗闇のかくれんぼ」プロモーションキャラクター（ソロ転向後初めてのテレビCM）同4月からFMラジオNACK5において「飯田圭織・地中海Sound Stroll」のDJを担当。
- 12月21日、4thアルバム『プラン・ダムール 〜愛がいっぱい〜』を発表。
- 12月31日、大晦日の『第56回NHK紅白歌合戦』で、当時のモーニング娘。の現メンバー・旧メンバーと共に、「LOVEマシーン」を熱唱。

2006年
- 4月 - 6月、安倍なつみのコンサートツアーにレギュラーゲストとして参加。
- 8月27日、第34回フジサンケイクラシックプロアマトーナメントに近藤智弘プロのチームで出場。安倍なつみも応援として同行した（ちなみに安倍は当初“プレーせず”となっていたが実際は数回打たせてもらっていた）。
- 単独でのディナーショー、ソロライブ定期的に行い、ハロープロジェクト内ではコンサートや舞台での活動を中心に行った。FMラジオのDJも継続中。

2007年
- 1月24日、モーニング娘。結成10周年を記念して結成されるユニット「モーニング娘。誕生10年記念隊」に安倍なつみと共に初期メンバー選抜で参加、シングル『僕らが生きる MY ASIA』をリリース。
- 2月4日、北九州市長選挙で、柴田高博候補（自民・公明推薦）を応援。つんく♂・矢口真里が同行。
- 3月、幸田露伴原作の映画『五重塔』にて、主人公のガッツ石松の娘役として、ソロ活動後初めて映画出演する。
- 7月6日、つんく♂がプロデュースしたロックバンド｢7HOUSE｣（2002年に解散）の元ボーカル・ケンジとの結婚を発表（当時妊娠3ヶ月）｡翌7月7日に結婚。
- 7月7日、「飯田圭織・前田有紀の『大人の七夕祭り』日帰りバス旅行」を開催。

2008年
- 2月3日、1月22日に第1子となる男児を出産したことを発表。
- 7月27日、長男が慢性腎不全のため死亡。11月28日にこれを公表した。

2009年
- 3月25日、スタ☆ブロで公式ブログ『飯田圭織のいいかおり〜』を開始（2013年9月8日終了）。
- 3月31日、ハロー!プロジェクトを卒業。翌月より新ファンクラブM-line clubに所属。

2011年
- 1月28日、モーニング娘。OGメンバーのうち飯田を含む10人でドリームモーニング娘。を結成。

2012年
- 12月25日、第2子を妊娠し2013年春に出産予定である事を公式ブログで発表。

2013年
- 5月14日、前日に第2子となる男児を出産したことを発表。
- 8月8日、アメーバブログで公式ブログ『飯田圭織のいいかおり〜』を開始。
- 10月1日、所属事務所をアップフロントプロモーションからアップフロントクリエイトへ移籍した。

2017年
- 5月1日、第3子を妊娠し同年秋に出産予定であることを公式ブログで発表。
- 9月19日、第3子女児の出産を発表。

2019年
- 2月20日、北海道の民放5局とNHK札幌放送局による共同キャンペーン『One Hokkaido Project』のキャンペーンソングに参加。
- 11月30日、Instagramを開始。

2025年
- 3月28日、ハロー!プロジェクト時代にリリースした楽曲を翌29日より各サブスクリプション型（定額制）音楽ストリーミングサービスで配信開始することを発表。

## 人物
一人称は「かおり」もしくは「かお」。つんく♂は著書『LOVE論』において「怒った顔がかわいい女」と評している。見た目の体格相応に腕力もある。デビュー当時から長い髪がトレードマークであったが、モーニング娘。卒業を機にショートカットにした。現在はロングヘアーに戻っている。
趣味は絵を描くこと。イラストや詩の才能があり、絵本を出版したり、個展を開いている。また、空想が好きで、そのためボーッとしてることが多々あり、メンバーから“宇宙と交信している”と言われている。スポーツが得意で、特に足の速さに自信がある（本人いわく「縄跳びの成績は5」）。2001年3月に行われたハロプロ大運動会（ハロー!プロジェクトとしては初めてのスポーツイベント）ではMVPを受賞している。オフの日は料理もするという。またコントに対しても積極的でハロー!モーニングの中ではアターレ飯田のような役から工藤静香似の医者などさまざまな役を演じた。
メンバー内からよく「スタイルがいい」と言われている。つんく♂は「石川が来るまではダントツでスタイルが良かった。」と評している。また石橋貴明が「ピンクのピチっとしたズボンみたいなのを履いてて、『うわ、足長えなあ』って思った」と言っていた。中澤は飯田のスタイルについて「宇宙人みたいな長さ」とギャグ交じりに話した。
松浦亜弥の愛称「あやや」の名づけ親であり、他にも藤本美貴の「ミキティ」や、保田圭の「ケメ子」、石川梨華の「梨華、チャーミー」なども飯田が付けたニックネームである。
演歌歌手の前田有紀をハロプロに引き込んだ（詳細は前田の項目参照）。
2000年から2005年まで行われていたシャッフルユニットで毎年参加しているのは（2004年も含めて）彼女ただ1人。在籍期間は高橋愛、新垣里沙に抜かれるまでは最長だった（2023年現在は生田衣梨奈が最長）。
代々木高校の同級生にSPEEDの上原多香子がいる。
ブログに料理を定期的にアップしていて、料理の腕前には自信を持っているといわれる。
具体的な時期は不明だがマナーが著しく悪かった時があり、メンバー同士で同居することがあり安倍なつみと一緒だったが共同生活で決めたルールを悉く破り、安倍に嫌がられていたという。

## 愛称の由来

### 「かおりん」
1998年9月10日のオールナイトニッポンで、「飯田圭織だけど、“飯田かおりん”て呼ばれたい。ホントはりんごが好きだから飯田かおりんごって言いたいんだけど、でも長いじゃん。だからぁ、かおりんと言われたい」と言った。中澤裕子・石川梨華らからは「かおたん」とも呼ばれる。

### 「ジョンソン」
歌番組『うたばん』（TBS系）にて司会の石橋貴明がデタラメにつけた呼び名に由来する。1999年2月16日放送で、当時のグループのリーダー、中澤裕子から「貴さんはモーニング娘。のことがわかってる」と言われ、メンバー一人一人を、「中澤だろ、（石黒彩に）広田、（安倍に）山田、（市井紗耶香に）柴田、（矢口真里に）高田、（保田圭に）張本、（福田明日香に）王、（飯田に）ジョンソン」とデタラメに列挙した（柴田以降は1976年当時の読売ジャイアンツの上位打線を列挙している）。それが大いに受けて、その後『うたばん』で飯田はジョンソンと呼ばれるようになった。以後、飯田はジョンソンの愛称で親しまれる。2003年の第54回NHK紅白歌合戦でも、石橋と共に『うたばん』の司会をしている中居正広から、飯田はジョンソンと呼ばれた。なお、中居正広はジョンソンを間違ってジェイソンと呼んだことがある。現在もジョンソンと呼び続けているのは、石橋と中居のみである。

## 作品
地中海レーベル (zetima) からリリースされている。

### シングル
1. エーゲ海に抱かれて （2004年2月4日 EPCE-2021）
  - カップリング: 最後の接吻
2. ドアの向こうでBellが鳴ってた （2004年7月28日 EPCE-2025）
  - カップリング: 泣かずにいられない私です

### アルバム
1. オサヴリオ〜愛は待ってくれない〜 （2003年4月23日 EPCE-2015）
2. パラディノメ〜恋に身をゆだねて〜 （2003年10月22日 EPCE-2019）
3. アヴニール〜未来〜（2004年12月29日 EPCE-2030）
4. プラン・ダムール〜愛がいっぱい〜 （2005年12月21日 EPCE-2031）
5. ONDAS（2016年7月20日発売）[22]

### 映像作品
1. エーゲ海 相田翔子&飯田圭織DVD （2004年2月4日 EPBE-2001）

### 参加作品
1. 私たちの道（2019年2月20日デジタル配信、2019年3月6日CD販売、SPACE SHOWER MUSIC）[16]

## 出演

### テレビドラマ
- こちら第三社会部（2001年、TBSテレビ）清水香苗役
- 数学♥女子学園（2012年3月21日、日本テレビ） - 浅草聖子 役
- ハンチョウ〜警視庁安積班〜 第6・7話（2012年5月14日・21日、TBSテレビ）青木美加役

### テレビバラエティ
- アイドルをさがせ!（2000年、テレビ東京）りんねと司会を務める
- ハロー!モーニング。（2000年、テレビ東京）
- 美少女教育II（2002年、テレビ東京）
- 魔女たちの22時（2010年、日本テレビ）

辻希美（スペシャリスト）と共演。安倍なつみにメインボーカルを取られ、いやがらせをしていたことを謝罪した。
また飯田が辻の教育係であった頃、辻が先輩の飯田に対して失礼な態度をとっていたことを暴露し辻をその場で怒った。（現在は和解した模様）
- いい旅・夢気分（2011年2月16日、テレビ東京）

モーニング娘。OGの中澤裕子・保田圭と共に旅をした。
- U型テレビ（北海道文化放送）
- キタに恋した!（2023年4月15日 - 、HBC）[23]

### ラジオ
- 飯田圭織・今夜も交信中!（2001年4月 - 2003年3月、ニッポン放送）
- 地中海 SOUND STROLL（2005年4月 - 2008年3月・2009年4月 - 2011年9月、NACK5）1年間休養を挟む

### 映画
- ピンチランナー（2000年） - 仙道麗子 役
- 五重塔（2007年） - 片岡有衣 役
- 恋する弁当男子（2011年） - 中村友貴子 役

### インターネット
- 第7回・第19回ハロプロビデオチャット（2005年4月30日・7月21日、ハロー!プロジェクト on フレッツ）

### CM
- 富久娘酒造「ふく娘・香りのお酒」（2003年）
- エフテイ資生堂 「水分ヘアパック・シャンプー」（2003年）
- 日本コカ・コーラ「ジョージア ご褒美ブレイク」（2010年9月 - ）アフタヌーン娘δとして出演。
- リボンナポリン（2016年）

### MV
- サザンオールスターズ「天国オン・ザ・ビーチ」（2014年）
- One Hokkaido Project「私たちの道」（2019年）[24]

### 舞台
- トリマカシproduce「下北箱庭HERATs」（2011年8月31日-9月11日、シアター711）

### ライブ
- Hello! Project 2005 夏の歌謡ショー 〜'05 セレクション! コレクション!〜（2005年7月10日 - 24日、3都市8公演）
- Hello! Project 2006 Winter 〜エルダークラブ〜（2006年1月2日 - 22日、3都市14公演）
- Hello! Project 2006 Winter 〜全員集GO!〜（2006年1月28日・29日、横浜アリーナ 3公演）
- 安倍なつみコンサートツアー2006春 〜おとめちっくBANK〜（2006年4月22日 - 6月18日、9都市22公演） - ゲスト出演
- Hello! Project 2007 Winter 〜エルダークラブ The Celebration〜（2007年1月5日 - 20日、3都市11公演）
- Hello! Project 2007 Winter 〜集結! 10th Anniversary〜（2007年1月27日・28日、横浜アリーナ 3公演）
- Hello! Project 2007 Summer 10th アニバーサリー大感謝祭 〜ハロ☆プロ夏祭り〜（2007年7月15日 - 29日、3都市11公演）
- Hello! Project 2009 Winter エルダークラブ公演 〜Thank you for your LOVE!〜（2009年1月10日 - 24日、3都市8公演）
- Hello! Project 2009 Winter 決定! ハロ☆プロ アワード'09 〜エルダークラブ卒業記念スペシャル〜（2009年1月31日・2月1日、横浜アリーナ 3公演）
- Hello! Project COUNTDOWN PARTY 2013 〜GOOD BYE & HELLO!〜（2013年12月31日、中野サンプラザ）[25]
- Hello! Project 20th Anniversary!! Hello! Project 2018 WINTER 〜FULL SCORE〜（2018年1月28日、愛知県芸術劇場 大ホール）[26] - モーニング娘。初期メンバー5人でサプライズゲスト出演
- Hello! Project 20th Anniversary!! Hello! Project ひなフェス 2018「Hello! Project 20th Anniversary!! プレミアム」（2018年3月31日、パシフィコ横浜 展示ホールA/B）[27] - モーニング娘。初期メンバー5人でゲスト出演
- Hello! Project 20th Anniversary!! Hello! Project 2018 SUMMER 〜ALL FOR ONE〜（2018年8月18日、わくわくホリデーホール） - ゲスト出演[28]

## 書籍
- 心のスケッチブック。（2001年12月、近代映画社）ISBN 4764819589 - 詩画集。
- ライオンのマルジャン（2002年12月、主婦と生活社）ISBN 4391127288 - 絵本。ノンフィクション作家鎌田慧との共著。

### 写真集
- 飯田圭織写真集 かおりKAORI圭織。（2002年5月2日、ワニブックス）ISBN 4847027086 （モーニング娘。ソロ写真集シリーズ）
- エーゲ海 相田翔子&飯田圭織写真集（2004年1月28日、角川書店）ISBN 4048942549

### エッセイ
- パラノイアダイアリー（雑誌「CDでーた」（角川書店、1999年5月号から2001年6月）に掲載）

## 社会活動
- 肢体不自由児協会募金用葉書（2004年）

## 所属ユニット
- モーニング娘。（1997年 - 2005年）
- タンポポ（1998年 - 2002年卒業）
- シャッフルユニット
  - 青色7（2000年）
  - 10人祭（2001年）
  - おどる11（2002年）
  - 11WATER（2003年）
  - H.P.オールスターズ（2004年）
  - プリプリピンク（2005年）
- ビーナスムース（2002年　グリコムースポッキーのCMキャラクター）
- モーニング娘。おとめ組（2003年 - 2005年）
- モーニング娘。誕生10年記念隊（2007年）
- アフタヌーン娘δ（2010年　日本コカ・コーラジョージアのCMキャラクター）
- ドリームモーニング娘。（2011年 - ）